# Joe Arlauckas
Joseph John „Joe“ Arlauckas (* 20. Juli 1965 in Rochester, New York) ist ein ehemaliger US-amerikanischer Basketballspieler. Zumeist kam er als Power Forward zum Einsatz.

## Karriere
Arlauckas, der als Sohn litauischer Einwanderer in Rochester zur Welt kam, begann seine Collegelaufbahn 1983 bei den Niagara Purple Eagles in der Metro Atlantic Athletic Conference der NCAA. Beim NBA-Draft 1987 wurde er als 74. Pick von den Sacramento Kings ausgewählt, kam jedoch während der ersten Hälfte der Folgesaison nur zu neun NBA-Einsätzen bei den Kings, weshalb er im Dezember in die italienische Lega Basket Serie A zu Snaidero Caserta wechselte und auf Anhieb den Pokal gewinnen konnte. 
Im Sommer 1988 unterschrieb Arlauckas beim spanischen Erstligisten Caja Ronda. Nach zwei Jahren bei den Andalusiern wechselte er zu Taugrés Vitoria. Während seiner drei Jahre bei den Basken stieg er zu einem der besten Power Forwards der Liga auf und wurde 1993 zum MVP des Spanischen Pokals gewählt. 
Daraufhin wechselte er zum spanischen Spitzenklub Real Madrid, wo er zusammen mit dem litauischen Star-Center Arvydas Sabonis einen der besten Frontcourts Europas bildete. In der Saison 1993/94 gelang der Gewinn der spanischen Meisterschaft und in der darauffolgenden Spielzeit eroberten die „Königlichen“ durch ein 73:61 im Finale gegen Olympiakos Piräus auch den Europapokal der Landesmeister. Arlauckas selbst machte sich vor allem durch seine Offensivstärke und seine spektakulären Dunks einen Namen. In der Saison 1995/96 erreichte er mit durchschnittlich 26,4 Punkten pro Spiel den höchsten Wert der Euroleague und am 15. Februar 1996 stellte er mit 63 Punkten in einem Auswärtsspiel gegen Virtus Bologna einen bis heute gültigen Rekord im höchsten europäischen Bewerb auf.
Mit Real Madrid gewann er in der Saison 1996/97 mit dem Eurocup noch einen zweiten internationalen Titel, bevor er den Verein im März 1998 Richtung Griechenland verließ. Mit dem Erstligisten AEK Athen erreichte er im Januar 1999 das Endspiel um den Pokal, wo sein Team jedoch PAOK Thessaloniki mit 54:71 unterlag, Arlauckas selbst war mit 18 Punkten bester Werfer seiner Mannschaft. 
Im Dezember 1999 unterschrieb er für Aris Thessaloniki, wo er seine Karriere ausklingen ließ.

## Erfolge
- Italienischer Basketballpokal: 1988
- Spanische Meisterschaft: 1993/94
- Europapokal der Landesmeister: 1994/95
- Eurocup: 1996/97

## Auszeichnungen
- MVP des Spanischen Pokals: 1993